# Walter A. Brown Trophy
Il Walter A. Brown Trophy era il trofeo consegnato dalla National Basketball Association alla squadra vincitrice delle NBA Finals dal 1946 al 1977.
Il trofeo era consegnato alla squadra vincitrice per un anno, per poi essere rimesso in palio l'anno successivo. I primi vincitori furono i Philadelphia Warriors, che batterono i Chicago Stags. Il trofeo non ha avuto un nome specifico fino al 1964, anno in cui fu intitolato a Walter A. Brown, primo proprietario dei Boston Celtics e dirigente che contribuì alla nascita della NBA nel 1949.
Un nuovo modello del trofeo fu creato per le finali del 1977; il nome rimase identico fino al 1984, anno in cui fu denominato Larry O'Brien Championship Trophy.